# تريان قشلاقي
تريان قشلاقي (بالفارسية: تریان‌قشلاقی) هي منطقة سكنية تقع في تشارواماق الشرقية الريفية في إيران. يقدر عدد سكانها بـ 469 نسمة .